# District Nord (Séville)
Pour les articles homonymes, voir District nord.
Le district Nord est un des onze districts administratifs de la ville andalouse de Séville, en Espagne.
Il est situé au nord de la ville. Il est constitué de deux territoires indépendants séparés par le Guadalquivir. Le territoire situé à l'est est limité au nord par la commune de La Rinconada, au sud-est par les districts Este-Alcosa-Torreblanca et San Pablo-Santa Justa et au sud-ouest par les districts de Macarena et de Triana (frontière suivant le canal Alphonse-XIII) ainsi que par la commune de Santiponce. Le territoire situé à l'ouest est limité au sud et à l'est par la commune de Santiponce (à l'est, la frontière suit le Guadalquivir), à l'ouest par la commune de Salteras et au nord par la rivière Rivera de Huelva et la commune de La Algaba.
Le 1er janvier 2013, sa population était de 74 321 habitants.

## Quartiers
Le district est formé de 14 quartiers : Aeropuerto viejo, Barriada Pino Montano, Consolación, El Gordillo, La Bachillera, Las Almenas, Las Naciones-Parque Atlántico-Las Dalias, Los Arcos, Los Carteros, San Diego, San Jerónimo, San Matias, Santa Clara et Valdezorras.